# Grisbacka-Bladet

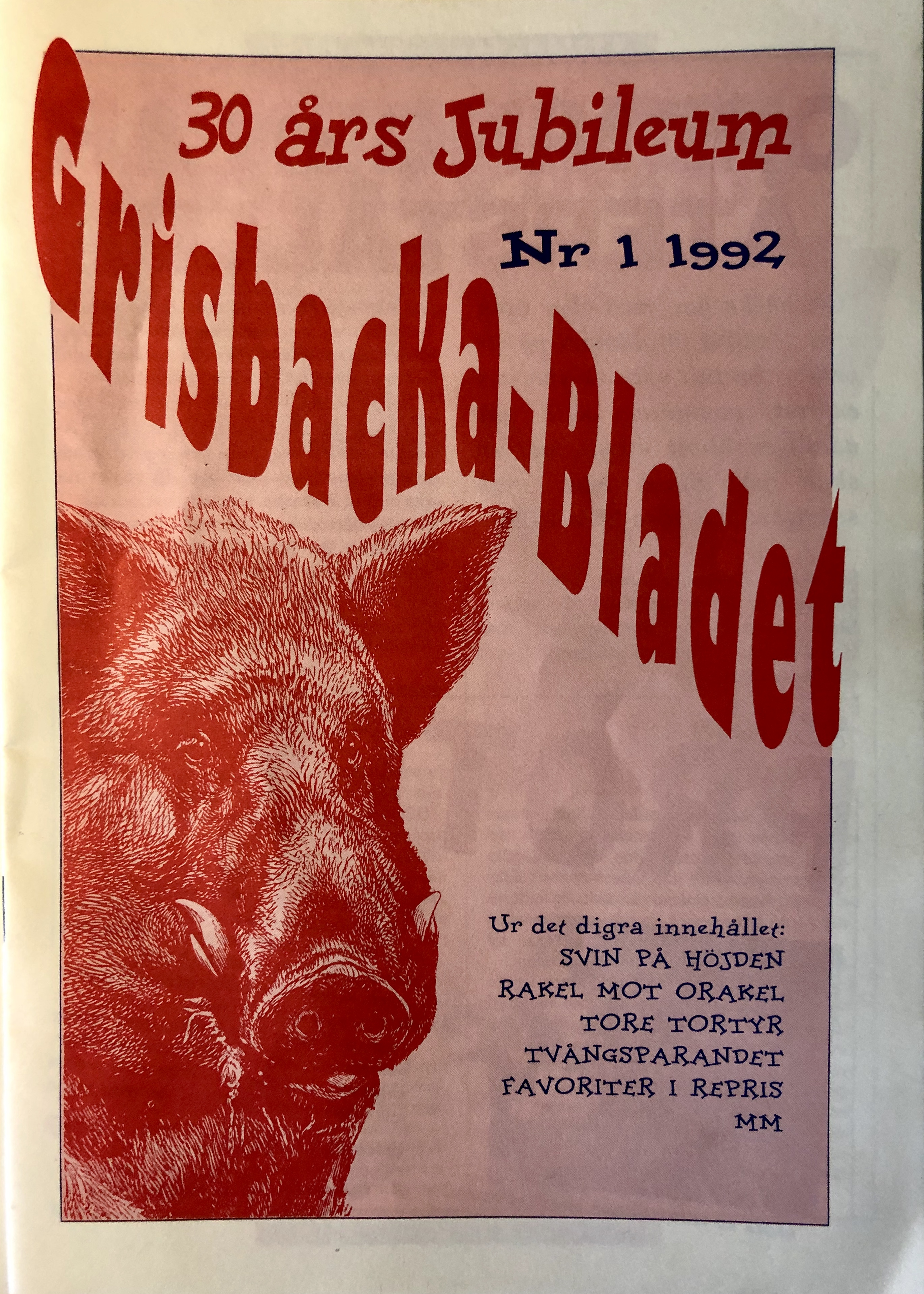
Grisbacka-Bladet, omslaget till jubileumsnumret 1/1992

Grisbacka-Bladet var en skämttidning som utkom i Umeå från februari 1962 till 1967, plus ett jubileumsnummer 1992.
Tidningen – som var tydligt inspirerad av förebilder som Grönköpings Veckoblad och Svenska Mad – grundades av Bertil Larsson (som arbetade på familjens tryckeri, Centraltryckeriet – och Christer Fahlström. Snart anslöt även Bertils bror Anders Larsson och Stig Eriksson.
Redaktionen var också drivande i att arrangera konserter, bland annat Umeås första rockgala i december 1963 i Läroverkets aula. Närmare 900 ungdomar fick bland annat höra The Zettlers, The Trappers och The Cliftons.